# Émile Aron
Pour les articles homonymes, voir Aron.
Émile Alphonse Aron/Aaron, né le 2 novembre 1907 au Boulay et mort le 29 janvier 2011 à Tours, est un professeur de médecine, membre de l'Académie nationale de médecine et auteur de plusieurs ouvrages sur l'histoire de la médecine et de la Touraine.

## Biographie
Fils de  Camille Édouard Aron/Aaron dit "Henry", ingénieur agricole, viticulteur, maire du Boulay, fondateur de la Mutualité Agricole, futur Crédit Agricole de Touraine, et de Eugénie Jeannette Lévy, il est le cousin issu de germain du philosophe Raymond Aron.
Après des études à la Faculté de médecine de Strasbourg, où il rejoint son oncle Max Aron en 1925, il soutient en 1933 sa thèse sur l'ulcère expérimental sous la direction de Prosper Merklen. Il intègre alors l’École de médecine et de pharmacie de Tours, alors dirigée par le Professeur Sébastien Paul Guillaume-Louis. Il est nommé suppléant puis titulaire au poste de professeur de physiologie, enfin chef du service de médecine générale à l'hôpital, auquel il fera donner le nom de Bretonneau. 
Il est élu conseiller municipal en 1935 sur la liste de Ferdinand Morin, puis en 1944 avec Jean Meunier et en 1947 avec Marcel Tribut.
Il est exclu de la faculté, puis de l'hôpital en tant que juif en 1941. Il intègre la résistance avant de se réfugier en Suisse. Il revient en 1944 et est nommé directeur de l'école de médecine et de pharmacie en 1947. Sous son impulsion, l'école de médecine est transformée en faculté de médecine en 1962, il en est le premier doyen. Il prend sa retraite en 1980.
En 1988, avec Philippe Dubreuil-Chambardel, il est à l'origine de la refondation de l'Académie des sciences, arts et belles-lettres de Touraine, dont il restera président jusqu'en 2002.

## Hommages

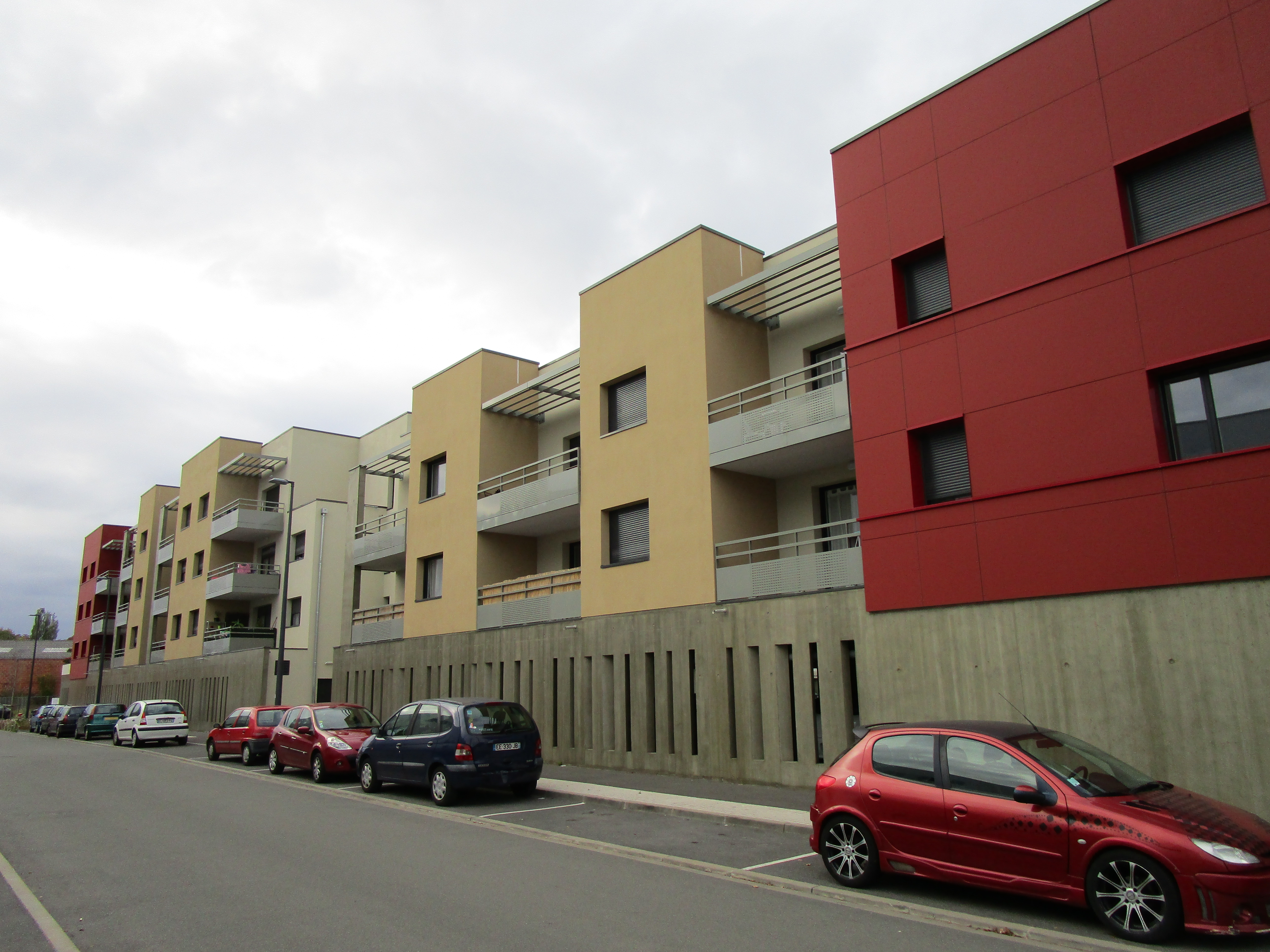
Rue Émile Aron à La Riche.

Son nom a été donné à la bibliothèque médicale de l'Université de Tours.
Plusieurs rues portent le nom de Émile Aron, à Tours dans le quartier des Deux-Lions et à La Riche.

## Publications
Sa bibliographie comprend plus de 350 titres, principalement des articles dans des revues médicales, mais aussi des articles et des livres sur l'histoire de la médecine, des médecins Tourangeaux, ainsi que de Tours et de la Touraine.

## Distinctions
- Commandeur de la Légion d'honneur[1]
- Commandeur de l'ordre des Palmes académiques
- Médaille de la Résistance française (décret du 11 mars 1947)[7]
- Commandeur du Mérite Civique[réf. souhaitée]

Il est successivement membre correspondant en 1967, puis membre titulaire en 1979 de l'Académie nationale de médecine, dont il devient président d'honneur en 2008.